# トレヴァー・ラビン
トレヴァー・ラビン（英語: Trevor Rabin、1954年1月13日 - ）は、南アフリカ共和国出身のロックミュージシャン、シンガーソングライター、ギタリスト。
主な実績はソロ活動であるが、プログレッシブ・ロック・バンド「イエス」のメンバーとしての活動も知られる。マルチプレイヤーの才能も開花し、映画音楽のプロデューサーなども務める。

## 経歴

### 南アフリカ時代 - ソロ活動（1972年 - 1982年）
ヨハネスブルグで、シンフォニー第一ヴァイオリン奏者の父親、ピアノ教師の母親の間のユダヤ系リトアニア人移民の家庭に生まれる。両親が音楽家という環境の中で、自然に音楽に親しみ、5歳でピアノ、12歳でギターを始めた。
1972年、母国でアイドル性の強いハードロック・バンド「ラビット」（Rabbitt）に在籍して活動を始める。2枚のアルバムを発表した後に解散。ラビンはイギリスに渡り、ソロ活動で認知度を広めていく。
1982年、エイジアのプロジェクトをきっかけで、バグルズとプログレッシブ・ロック・バンド「イエス」の元メンバーだったトレヴァー・ホーンやハンス・ジマーの知己を得る。

### イエス時代（1983年 - 1994年）

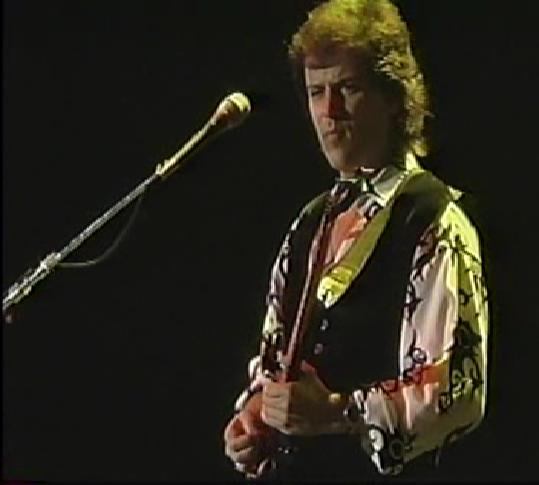
イエス時代（1994年）

1983年、ホーンらの縁で、活動停止していたイエスのクリス・スクワイア（ベース）から新しいバンド「シネマ」（Cinema）の結成に誘われて参加。彼等が作り始めたデビュー・アルバムに元イエスのジョン・アンダーソン（ボーカル）が客演したことがイエスの再始動に発展。11thアルバム『ロンリー・ハート』（1983年）を発表し、全米で大ヒットを記録する。
12thアルバム『ビッグ・ジェネレイター』（1987年）発表後、アンダーソンがイエスを脱退して旧メンバーと「アンダーソン・ブルーフォード・ウェイクマン・ハウ」を結成。紆余曲折を経て1990年に両バンドが再統合し、13thアルバム『結晶』（1992年）を発表。ラビンは14thアルバム『トーク』が発表された1994年までイエスに在籍した。

### ソロ活動復帰（1995年 - 2015年）
ハンス・ジマー率いるメディア・ベンチャーズに参加し、映画音楽の道に転身、『アルマゲドン』や『ディープ・ブルー』、『タイタンズを忘れない』、『ナショナル・トレジャー』、『スネーク・フライト』、『リベンジ・マッチ』、『ロック・スター』など、数々の作品を手がけている。
2004年11月にウェンブリーで行われたトレヴァー・ホーンの25周年記念コンサート「Produced By Trevor Horn: A Concert For Prince Trust」にイエスの元メンバーとして現役メンバーで旧知のスクワイア、スティーヴ・ハウ、アラン・ホワイトと出演。イエス関連の活動はほぼ10年ぶりで、「ロンリー・ハート」ではギターと共にボーカルを披露して健在振りをアピールした。
2012年、23年ぶりとなるソロ・アルバム『Jacaranda』をリリース。

### アンダーソン、ラビン&ウェイクマン（ARW）時代 - 以降（2016年 - ）
2016年、元イエスのメンバーであるジョン・アンダーソン、リック・ウェイクマンと「アンダーソン、ラビン&ウェイクマン」（※以下 ARW 表記）を結成し、イエスの曲を演奏するライブ活動を開始。
2017年、イエス名義で「ロックの殿堂」入り。以降、ARWは正式名称を「イエス feat. ジョン・アンダーソン、トレヴァー・ラビン、リック・ウェイクマン」へと変更した。同年、ARWの来日公演を開催。
2018年、イエスの結成50周年に連動して、ARWのワールド・ツアーを開始。
2020年、ARWの解散を発表。

## 評価
ギタリストとして極めて優秀で、変拍子をものともせず、卓越したテクニックで弾きこなす華麗なソロが特徴的である。また、マルチプレーヤーであり、サンプリングなどの当時の最新機器に関しても明るい。ボーカリストとしての声量、音程、個性とも申し分ないものを持っており、イエスのアルバムでも数多くリード・ボーカルを取っている。
作曲家としても数多くの曲を書いている。1980年代のイエスが成し遂げた成功に大きく貢献した。

## 使用機材
ギターは改造を施した60年代のフェンダー・ストラトキャスター。イエス時代にはウェストーンとの共同開発でパンテラというモデルのシグネイチャーモデルを使用していたことがある。
エフェクトはコルグのA－1。A－1についてはメインで使用していたアンプの電気的な特性をオシロスコープで解析し、その波形をA－1にプログラムするなどしていた。
アップル・コンピューターのマッキントッシュ(Macintosh)を愛用し、イエスのアルバム『トーク』では彼の所有する4台のマッキントッシュを使い、当時としてはまだ珍しいハードディスク・レコーディングが行われた。

## エピソード
イエスのアルバム『ロンリー・ハート』が大ヒットしてワールド・ツアーが計画されていた1984年、彼が泳いでいたプールに大柄な人物が飛び込んできて彼と激突したので大怪我を負った。この為にツアーが大幅に延期されて、イエスはヒット曲を持参したツアーを逸してしまった。
同時期に日本公演も計画されていたが、アパルトヘイト問題で外務省が南アフリカ共和国の国籍を持つ彼の入国を拒否したため、実現しなかった。

## ディスコグラフィ

### アルバム
ラビット
- 『青春の悪戯』 - Boys Will Be Boys (1975年)
- 『裸の青春』 - A Croak and A Grunt in the Night (1977年)
- Morning Light (1977年) ※マキシ・シングル
- 1972–1978: Limited Souvenir Edition (1978年) ※EP

イエス
- 『ロンリー・ハート』 - 90125 (1983年)
- 『9012ライブ』 - 9012Live: The Solos (1985年)
- 『ビッグ・ジェネレイター』 - Big Generator (1987年)
- 『結晶』 - Union (1991年)
- 『トーク』 - Talk (1994年)
- 『ユニオン・ツアー1991』 - Union Live (2014年)

イエス feat. ジョン・アンダーソン、トレヴァー・ラビン、リック・ウェイクマン
- 『ライヴ・アット・ザ・アポロ 2017』 - Live at the Apollo (2018年)

ソロ・アルバム
- 『ビギニングス』 - Beginnings (1977年) ※1978年に『誘惑の貴公子』 - Trevor Rabinとして再発
- 『フェイス・トゥ・フェイス』 - Face to Face (1979年)
- 『ウルフ』 - Wolf (1981年)
- 『キャント・ルック・アウェイ』 - Can't Look Away (1989年)
- Live in LA (2003年) ※ライブ・アルバム
- 『90124』 - 90124 (2003年) ※コンピレーション・アルバム
- Jacaranda (2012年)
- 『リオ』 - Rio (2023年)

### 映画音楽
| 年   | 邦題 原題                                                                        | 監督                       | スタジオ                                | 備考                                                                     |
| ---- | -------------------------------------------------------------------------------- | -------------------------- | --------------------------------------- | ------------------------------------------------------------------------ |
| 1976 | Death of a Snowman                                                               | Christopher Rowley         | Martin Wragge Production                |                                                                          |
| 1995 | フェア・ゲーム Fair Game                                                         | アンドリュー・サイプス     | ワーナー・ブラザース                    | 追加の音楽のみ                                                           |
| 1996 | グリマーマン The Glimmer Man                                                     | ジョン・グレイ             | ワーナー・ブラザース                    |                                                                          |
| 1997 | コン・エアー Con Air                                                             | サイモン・ウェスト         | タッチストーン・ピクチャーズ            | マーク・マンシーナと共同で担当                                           |
| 1998 | ワイルド・スモーカーズ Homegrown                                                 | スティーヴン・ギレンホール | トライスター ピクチャーズ               |                                                                          |
| 1998 | アルマゲドン Armageddon                                                          | マイケル・ベイ             | タッチストーン・ピクチャーズ            | ハリー・グレッグソン＝ウィリアムズと共同で担当                           |
| 1998 | エネミー・オブ・アメリカ Enemy of the State                                      | トニー・スコット           | タッチストーン・ピクチャーズ            | ハリー・グレッグソン＝ウィリアムズと共同で担当                           |
| 1998 | ジャック・フロスト Jack Frost                                                    | トロイ・ミラー             | ワーナー・ブラザース                    |                                                                          |
| 1999 | ディープ・ブルー Deep Blue Sea                                                   | レニー・ハーリン           | ワーナー・ブラザース                    |                                                                          |
| 2000 | Whispers: An Elephant's Tale                                                     | デレック・ジュベール       | ウォルト・ディズニー・ピクチャーズ      |                                                                          |
| 2000 | 60セカンズ Gone in 60 Seconds                                                    | ドミニク・セナ             | タッチストーン・ピクチャーズ            |                                                                          |
| 2000 | タイタンズを忘れない Remember the Titans                                         | ボアズ・イェーキン         | ウォルト・ディズニー・ピクチャーズ      |                                                                          |
| 2000 | シックス・デイ The 6th Day                                                       | ロジャー・スポティスウッド | コロンビア ピクチャーズ                 |                                                                          |
| 2001 | アメリカン・アウトロー American Outlaws                                          | レス・メイフィールド       | ワーナー・ブラザース                    |                                                                          |
| 2001 | ロック・スター Rock Star                                                         | スティーヴン・ヘレク       | ワーナー・ブラザース                    |                                                                          |
| 2001 | ザ・ワン The One                                                                 | ジェームス・ウォン         | コロンビア ピクチャーズ                 |                                                                          |
| 2001 | テキサス・レンジャーズ Texas Rangers                                             | スティーヴ・マイナー       | ミラマックス ディメンション・フィルムズ |                                                                          |
| 2002 | 9デイズ Bad Company                                                              | ジョエル・シュマッカー     | タッチストーン・ピクチャーズ            |                                                                          |
| 2002 | バンガー・シスターズ The Banger Sisters                                          | ボブ・ドルマン             | フォックス・サーチライト・ピクチャーズ  |                                                                          |
| 2003 | カンガルー・ジャック Kangaroo Jack                                               | デヴィッド・マクナリー     | ワーナー・ブラザース                    |                                                                          |
| 2003 | バッドボーイズ2バッド Bad Boys II                                                | マイケル・ベイ             | コロンビア ピクチャーズ                 | ドクター・ドレー、ポール・リンフォード、スティーブ・ジャブロンスキー参加 |
| 2004 | トルク Torque                                                                    | ジョセフ・カーン           | ワーナー・ブラザース                    |                                                                          |
| 2004 | エクソシスト ビギニング Exorcist: The Beginning                                  | レニー・ハーリン           | ワーナー・ブラザース                    |                                                                          |
| 2004 | ナショナル・トレジャー National Treasure                                         | ジョン・タートルトーブ     | ウォルト・ディズニー・ピクチャーズ      |                                                                          |
| 2005 | コーチ・カーター Coach Carter                                                    | トーマス・カーター         | パラマウント・ピクチャーズ              |                                                                          |
| 2005 | Dominion: Prequel to the Exorcist                                                | ポール・シュレイダー       | ワーナー・ブラザース                    |                                                                          |
| 2005 | グレート・レイド 史上最大の作戦 The Great Raid                                   | ジョン・ダール             | ミラマックス                            |                                                                          |
| 2006 | グローリー・ロード Glory Road                                                    | ジェームズ・ガートナー     | ウォルト・ディズニー・ピクチャーズ      |                                                                          |
| 2006 | スネーク・フライト Snakes on a Plane                                             | デヴィッド・エリス         | ニュー・ライン・シネマ                  |                                                                          |
| 2006 | ギャングスターズ 明日へのタッチダウン Gridiron Gang                              | フィル・ジョアノー         | コロンビア ピクチャーズ                 |                                                                          |
| 2006 | フライボーイズ Flyboys                                                           | トニー・ビル               | メトロ・ゴールドウィン・メイヤー        |                                                                          |
| 2006 | 守護神 The Guardian                                                              | アンドリュー・デイヴィス   | タッチストーン・ピクチャーズ            |                                                                          |
| 2007 | ホット・ロッド/めざせ!不死身のスタントマン Hot Rod                               | アキヴァ・シェイファー     | パラマウント・ピクチャーズ              |                                                                          |
| 2007 | ナショナル・トレジャー リンカーン暗殺者の日記 National Treasure: Book of Secrets | ジョン・タートルトーブ     | ウォルト・ディズニー・ピクチャーズ      |                                                                          |
| 2008 | ゲット スマート Get Smart                                                        | ピーター・シーガル         | ワーナー・ブラザース                    |                                                                          |
| 2009 | 12 ラウンド 12 Rounds                                                            | レニー・ハーリン           | 20世紀フォックス                        |                                                                          |
| 2009 | ウィッチマウンテン/地図から消された山 Race to Witch Mountain                     | アンディ・フィックマン     | ウォルト・ディズニー・ピクチャーズ      |                                                                          |
| 2009 | スパイアニマル・Gフォース G-Force                                                | ホイト・イェットマン       | ウォルト・ディズニー・ピクチャーズ      |                                                                          |
| 2010 | 魔法使いの弟子 The Sorcerer's Apprentice                                         | ジョン・タートルトーブ     | ウォルト・ディズニー・ピクチャーズ      |                                                                          |
| 2011 | アイ・アム・ナンバー4 I Am Number Four                                           | D・J・カルーソー           | ウォルト・ディズニー・ピクチャーズ      |                                                                          |
| 2011 | 5デイズ 5 Days of War                                                            | レニー・ハーリン           | Anchor Bay Films                        |                                                                          |
| 2011 | The Movement: One Man Joins an Uprising                                          | Greg Hamilton, Kurt Miller | Adaptive Adventures                     |                                                                          |
| 2013 | リベンジ・マッチ Grudge Match                                                    | ピーター・シーガル         | ワーナー・ブラザース                    |                                                                          |
| 2015 | マックス Max                                                                     | ボアズ・イェーキン         | ワーナー・ブラザース                    |                                                                          |